# Ben Martin
Ben Martin (16. září 1930 Salisbury, Severní Karolína, USA – 10. února 2017, Salisbury) byl americký fotograf časopisu Time. Podle magazínu The New York Times zachytil evokující obrazy, které definovaly 60. léta ve Spojených státech amerických. Zemřel 10. února 2017 ve svém domě v Salisbury, v Severní Karolíně. Podle jeho bývalé manželky, herečky Kathryn Leigh Scottové, kvůli komplikacím plicní fibrózy.